# Parlamentarische Verwaltungskontrolle
Die Parlamentarische Verwaltungskontrolle (PVK) ist der Evaluationsdienst der Bundesversammlung, dem Schweizer Parlament. Sie unterstützt es in seiner verfassungsmässigen Aufgabe der Wirksamkeitsüberprüfung (Art. 170 Bundesverfassung).

## Aufgaben
Die PVK arbeitet im Auftrag der parlamentarischen Kommissionen.
- Sie führt im Auftrag der Geschäftsprüfungskommissionen (GPK) von National- und Ständerat Studien zur Rechtmässigkeit, Zweckmässigkeit und Wirksamkeit der Tätigkeiten der Bundesbehörden durch.
- Die PVK weist die GPK auf Themen hin, die aus Sicht der parlamentarischen Oberaufsicht einer vertieften Abklärung bedürfen.
- Die PVK überprüft im Auftrag der GPK und anderer parlamentarischer Kommissionen die Qualität von Evaluationen, welche die Bundesverwaltung selbst veranlasst hat, sowie deren Verwendung in Entscheidungsprozessen.[1]

## Ablauf von Evaluationen der PVK
Bei den Evaluationen handelt es sich um wissenschaftliche Untersuchungen. Die PVK geht nach folgenden Schritten vor:
1. Auftrag: Die GPK beider Räte beauftragen die PVK gemeinsam mit der Durchführung von Evaluationen oder beschliessen über Evaluationsanträge anderer Kommissionen.
2. Projektskizze: Die PVK erstellt eine Projektskizze, die in der Regel mehrere Untersuchungsvorschläge enthält. Die zuständige Kommission entscheidet, welcher Vorschlag umgesetzt wird. Ab diesem Zeitpunkt arbeitet die PVK unabhängig.
3. Untersuchungskonzept: Die PVK präzisiert in einem internen Untersuchungskonzept die Fragestellungen, die Bewertungskriterien sowie die wissenschaftliche Methodik und stellt eine detaillierte Zeit- und Ressourcenplanung auf.
4. Durchführung: Die PVK verkehrt für die Datenerhebung (Auskünfte, Dokumentationen etc.) direkt mit den betroffenen Bundesstellen. Sie verfügt dabei über weitreichende Informationsrechte, die sie auch an von ihr beauftragte Experten übertragen kann.
5. Berichterstattung: Die PVK fasst die Ergebnisse der Evaluation in einem Berichtsentwurf zusammen, den sie den betroffenen Bundesstellen zur Stellungnahme vorlegt. Den fertigen Bericht stellt sie der zuständigen Kommission vor.
6. Veröffentlichung: Die zuständige Kommission zieht die politischen Schlussfolgerungen aus der Evaluation der PVK und formuliert gegebenenfalls Empfehlungen zuhanden der Behörden oder reicht parlamentarische Vorstösse ein. Falls keine schützenswerten Interessen gegen eine Publikation sprechen, wird der Bericht der PVK veröffentlicht.

## Rechtsgrundlagen und institutionelles Umfeld der PVK
Um die parlamentarische Oberaufsicht zu verstärken, hat die Bundesversammlung 1990 beschlossen, mit der PVK einen professionellen Dienst einzurichten, der im Auftrag der parlamentarischen Kommissionen Evaluationen plant und durchführt. Die PVK ist mehrheitlich im Auftrag der GPK tätig und verfügt dabei über umfassende Informationsrechte (Artikel 10 Parlamentsverwaltungsverordnung in Verbindung mit den Artikeln 67, 153 und 156 Parlamentsgesetz):
- Die PVK verkehrt mit allen Bundesbehörden, Amtsstellen und übrigen Trägern von Bundesaufgaben direkt und kann von ihnen Auskünfte und Unterlagen einfordern.
- Die Auskunftspflicht der Behörden wird nicht durch das Amtsgeheimnis beschränkt.
- Die PVK kann externe Experten beauftragen und ihnen dieselben Informationsrechte übertragen.

Die PVK arbeitet ausschliesslich im Auftrag von parlamentarischen Kommissionen, ist in der Bearbeitung der Aufträge jedoch unabhängig. Sie ist Teil der Parlamentsdienste und administrativ dem Sekretariat der GPK unterstellt.

## Verwendung der Evaluationen der PVK
Die GPK formulieren auf der Grundlage der Evaluationen der PVK in aller Regel politische Folgerungen und Empfehlungen, die sich an den Bundesrat (oder an Führungsgremien der Bundesgerichte) richten und die sie meistens veröffentlichen. Damit erhöhen sie unter anderem den öffentlichen Druck auf den Bundesrat. Dieser ist verpflichtet, zu den Empfehlungen Stellung zu nehmen, nicht jedoch, sie umzusetzen. In den Jahren 2012 bis 2019 hat er über 80 Prozent der Empfehlungen in seiner ersten Stellungnahme ganz oder teilweise angenommen und sich einverstanden erklärt, sie umzusetzen. Diese hohe Zustimmung des Bundesrates täuscht jedoch etwas, denn die GPK gaben sich mit der ersten Stellungnahme des Bundesrates meist nicht zufrieden, sondern gelangten nochmals an ihn und verlangten bspw. genauere Informationen. Als Druckmittel können die GPK auch parlamentarische Vorstösse einsetzen. Zwischen 2012 und 2019 haben sie im Nachgang zu drei Evaluationen insgesamt fünf Postulate eingereicht, die alle vom jeweils zuständigen Rat angenommen wurden.
Je nach Empfehlung sind vom Bundesrat unterschiedliche Massnahmen gefordert. Diese können von organisatorischen Veränderungen über die Anpassung der gesetzlichen Grundlagen, Verordnungen oder Weisungen bis hin zu Informatikprojekten reichen.
Die GPK schliessen die Untersuchungen ab, wenn sie mit der angekündigten Umsetzung ihrer Empfehlungen zufrieden sind. In Nachkontrollen überprüfen sie die tatsächliche Umsetzung ihrer Empfehlungen nach rund zwei Jahren. Die PVK kann sie dabei unterstützen und bei Bedarf in Kurzevaluationen spezifische Fragen abklären.